# Feröer vallási élete

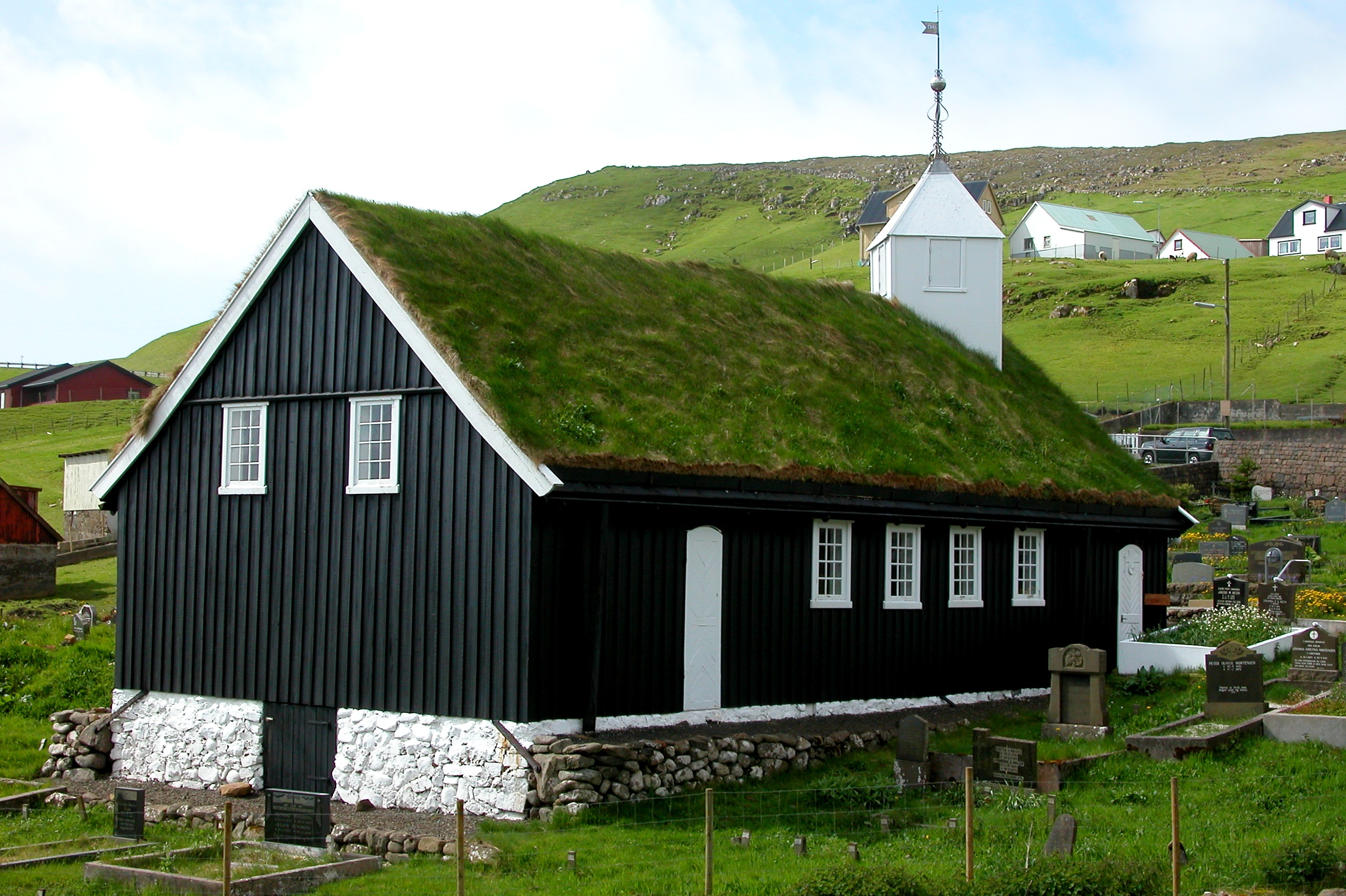
Porkeri fatemploma 1847-ből

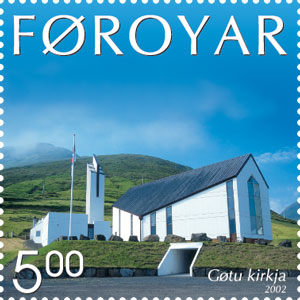
Az új templom Gøtában

Feröer vallási életét alapvetően a kereszténység határozza meg. Feröeren 999-től kezdve terjesztette el a kereszténységet Sigmundur Brestisson, bár korábban is éltek a szigeteken ír szerzetesek.

## Történelem
Feröer első lakói ír szerzetesek voltak, akik a 7. század második felétől remetéskedtek a szigeteken, de a 9. század elején a viking támadások elől elmenekültek.
A viking honfoglalás kezdetétől, 825-től Sigmundur Brestisson 998-as hittérítéséig a feröeriek a régi viking isteneket tisztelték. A legnépszerűbb Thor, a hadisten volt, akitől az esőt is várták. Jelképe, a kalapács még az esküvőknek is szükséges kelléke volt; nevét településnevek (Tórshavn, Hósvík) is őrzik. A vikingek eredetileg a szabadban áldoztak isteneiknek, jellemzően ételt és italt, de különleges esetekben állat-vagy emberáldozatot is bemutattak. A vallási cselekmények mindig közösségben történtek.

### A kereszténység felvétele
Amikor az ezredforduló táján a feröeriek Sigmundur Brestisson hatására felvették a keresztséget, ez inkább csak elméletben jelentett változást. Tróndur í Gøtu vonakodva megkeresztelkedett ugyan, de később gyakorlatilag visszatért a pogánysághoz, és feltehetőleg a kor szokásainak megfelelően háza népe is őt követte. A 11. század a misszionáriusok kora volt, amikor a feröeriek a pogányságból fokozatosan áttértek a kereszténységre; mindeközben azonban számos régi pogány szokás megmaradt.
Az első keresztény templomot a Feröeriek sagája szerint Sigmundur skúvoyi birtokán építették 1003 körül. A legenda szerint halála (1005) után őt megszentelt földbe temették. Az első, történelmileg hitelesnek tekinthető információ a 11. századból származik, és a sanduri templomról szól, amelyet norvég misszionáriusok építettek a norvég dongatemplomok mintájára. Az első templomokat valószínűleg kizárólag fából építették.
Az első püspök, aki a feröeri püspökök névsorában szerepel, Bernhard Sakseren, aki 1047-ben hagyta el Norvégiát, majd – feltehetőleg egyéves feröeri tartózkodás után – Izlandra ment, ahonnan 1067-ben tért vissza. A következő a Ryngerus vagy Ragnar nevű misszionárius püspök volt a 11. század utolsó negyedében. 1080 körül a Brémai érsekség püspökséget alapított a streymoyi Kirkjubøurban. A püspökség 1104-ben a Lundi érsekség, 1152-ben a Nidarosi érsekség irányítása alá került. 1110 táján Guðmundr püspök papképző iskolát alapított itt, ami a reformációig Feröer egyetlen iskolája maradt. Ebben az iskolában nevelkedett 1156-tól a későbbi norvég király, Sverre. Ő volt az, aki 1200-ban megszüntette a jobbágyságot Feröeren. Más források szerint azonban a Feröeri püspökség 1120-ban lett csak állandó püspökség, előtte csak misszionárius püspökök fordultak meg a szigeteken, bár valószínűleg ők is Kirkjubøurból kiindulva látták el feladataikat.

## Vallások, felekezetek
Ma majdnem minden feröeri keresztény. 84%-uk az evangélikus Feröeri Népegyház tagja; 10-15% a William Gibson Sloan prédikátor működése nyomán létrejött testvérgyülekezetek tagja, a fennmaradó az egyéb keresztény felekezetekhez tartozók aránya.

### Feröeri Népegyház
A Feröeri Népegyház (feröeriül: Fólkakirkjan) korábban a Dán Népegyházhoz tartozott, de a 2007. július 29-étől, Ólavsøka ünnepétől fogva a feröeri állam hatáskörébe került át, és ezzel a világ egyik legkisebb államegyháza lett. A Népegyház egy evangélikus egyház. Az egyházhoz 2005-ben 15 egyházközség és 60 templom tartozott, amelyeket 21 lelkész látott el.

### Más keresztény felekezetek
A testvérgyülekezetek és a 7 templommal rendelkező pünkösdisták mellett az adventistákat érdemes említeni, akik egy viszonylag nagy iskolát tartanak fenn Tórshavnban. Végül a katolikusok száma mintegy 120; egykori ferences iskolájuk ma Tórshavn község kezelésében van.

### Más vallások
A mintegy 15 bahá’í vallású lakos négy különböző helyen találkozik rendszeresen. Izlanddal ellentétben itt nincsen szervezett Ásatrú (újpogány) közösség.

## Templomok
A legismertebb templomok a  Szent Olaf-templom és a Magnus-dóm Kirkjubøurban, a Tórshavni dóm, a szintén Tórshavnban található katolikus Mariukirkjan, a klaksvíki Christianskirkjan, a fámjini templom, Haldarsvík nyolcszögű temploma, valamint az 1847-ben épült porkeri-i fatemplom és az új templom Gøtában.
A feröeri építészet egyik legjellegzetesebb időszaka a feröeri fatemplomok építése 1829 és 1847 között.

## Bibliafordítások
A feröeri nyelvű Bibliafordítások 1948-ban (Victor Danielsen, Testvérközösségek) illetve 1961-ben (Jákup Dahl és Kristian Osvald Viderø, Feröeri Népegyház) jelentek meg.

## Jegyzetel
1. 1 2 3  Young, G.V.C.. From the Vikings to the Reformation – A Chronicle of the Faroe Islands up to 1538 (angol nyelven). Man-sziget: Shearwater Press Limited, 41-46. o. (1979). ISBN 0-904980-20-0. Hozzáférés ideje: 2010. július 31.
2. ↑  Wittmann, Pius: Faroe Islands (angol nyelven). Catholic Encyclopedia, Volume V.. Robert Appleton Company, New York, 1909. (Hozzáférés: 2010. július 31.)
3. 1 2  Norbert B. Vogt: Die Färöer – eine kurze Chronik (német nyelven) (PDF). Deutsch-Färöischer Freundeskreis, 2003. [2007. október 12-i dátummal az eredetiből archiválva]. (Hozzáférés: 2008. június 19.)
4. ↑  Factsheet (angol nyelven). faroestamps.fo, 2006. augusztus 18. [2007. szeptember 27-i dátummal az eredetiből archiválva]. (Hozzáférés: 2010. május 25.)
5. ↑  Faroe Islands in Figures 2006 (angol nyelven) (PDF) pp. 22. Hagstova Føroya, 2006. június. [2011. augusztus 11-i dátummal az eredetiből archiválva]. (Hozzáférés: 2008. július 20.)
6. ↑  Short History of the Catholic Church (angol, dán, feröeri nyelven). katolsk.fo. (Hozzáférés: 2007. május 24.)
7. ↑  1000 Years of Christianity (angol, német, francia, dán, feröeri nyelven). tjatsi.fo. (Hozzáférés: 2007. május 24.)